# Tribunal Internacional

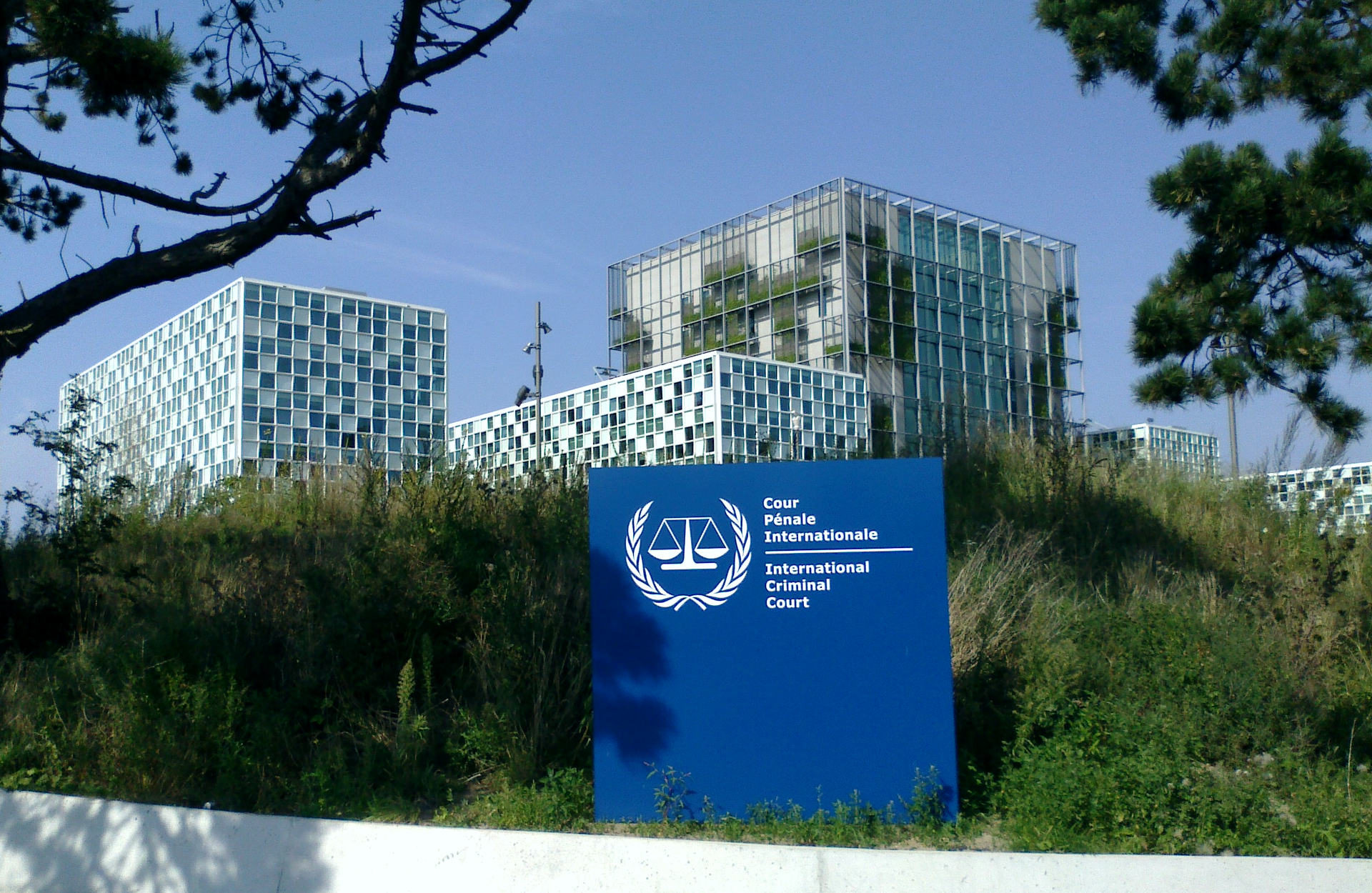
O Tribunal Penal Internacional em Haia

Os Tribunais Internacionais ou Cortes Internacionais são formados por tratados entre nações ou sob a autoridade de uma organização internacional como as Nações Unidas e incluem tribunais ad hoc e instituições permanentes, mas excluem quaisquer tribunais que surjam exclusivamente sob a autoridade nacional.

## Definição
Um tribunal internacional é uma organização internacional, ou órgão de uma organização internacional, que julga casos em que uma das partes pode ser um estado ou organização internacional (ou órgão desta), e que é composto por juízes independentes que seguem regras de procedimento predeterminadas para emitir decisões vinculativas com base no direito internacional. 

## História
Os primeiros exemplos de tribunais internacionais incluem os tribunais de Nuremberga e de  Tóquio, criados no rescaldo da Segunda Guerra Mundial. Vários desses tribunais internacionais estão atualmente localizados em Haia, na Holanda, principalmente o Tribunal Internacional de Justiça (CIJ) e o Tribunal Penal Internacional (TPI). Existem outros tribunais internacionais noutros locais, geralmente com a sua jurisdição restrita a um determinado país, a uma organização intergovernamental ou supranacional global ou regional, ou a uma questão histórica, como o Tribunal Penal Internacional para o Ruanda, que trata do genocídio em Ruanda.
Além dos tribunais internacionais criados para tratar de crimes cometidos durante genocídios e guerras civis, também foram criados tribunais ad hoc e tribunais que combinam estratégias internacionais e nacionais numa base situacional. Exemplos destes "tribunais híbridos" são o Tribunal Especial para a Serra Leoa, o Tribunal Especial para o Líbano, os Painéis Especiais do Tribunal Distrital de Díli, em Timor-Leste, e as Câmaras Extraordinárias nos Tribunais do Camboja.

## Privilégios e imunidades
Os juízes e funcionários de alto nível desses tribunais podem beneficiar de imunidade diplomática se a sua autoridade governamental o permitir.

## Lista de tribunais internacionais

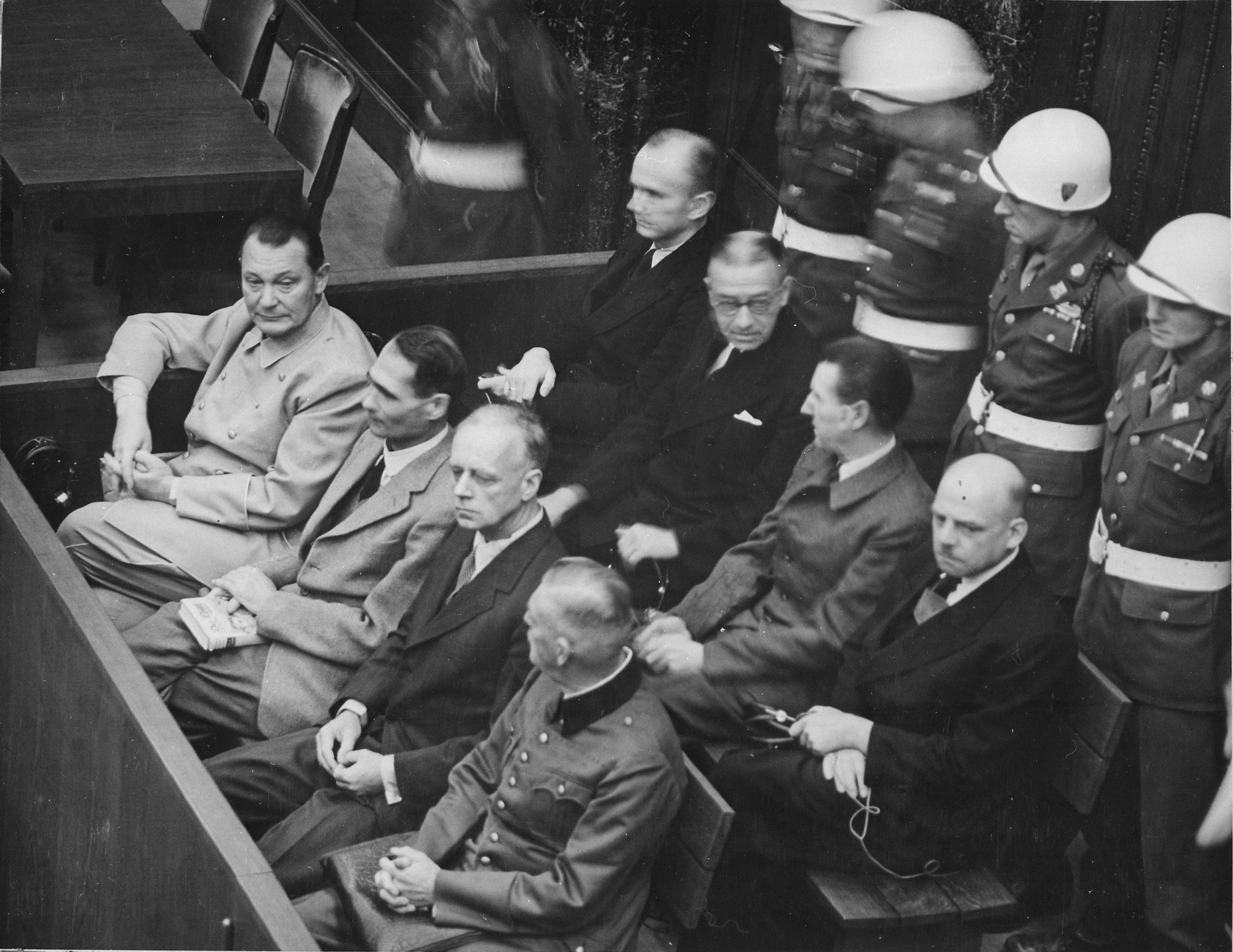
Réus no banco dos réus no Tribunal Militar Internacional de Nuremberg

| Nome                                                       | Assunto | Sede                                                         | Funcionamento |
| ---------------------------------------------------------- | --- | ------------------------------------------------------------ | ------------- |
| Tribunal Africano dos Direitos Humanos e dos Povos         | Direitos humanos na União Africana                                                                            | Adis Abeba, Etiópia (2006–7) Aruxa, Tanzânia (2007–presente) | 2006–presente |
| Órgão de Apelação da Organização Mundial do Comércio       | Disputas comerciais dentro da Organização Mundial do Comércio                                                 | Genebra, Suíça                                               | 1995–presente |
| Tribunal de Justiça do Benelux                             | Disputas comerciais no Benelux                                                                                | Bruxelas, Bélgica                                            | 1975–presente |
| Tribunal de Justiça do Caribe                              | Disputas gerais na Comunidade do Caribe                                                                       | Port of Spain, Trindade e Tobago                             | 2005–presente |
| Tribunal Econômico da Comunidade dos Estados Independentes | Disputas comerciais e interpretação de tratados na Comunidade de Estados Independentes                        | Minsk, Bielorrússia                                          | 1994–presente |
| Tribunal de Justiça do COMESA                              | Disputas comerciais no Mercado Comum da África Oriental e Austral                                             | Cartum, Sudão                                                | 1998–presente |
| Tribunal Comum de Justiça e Arbitragem da OHADA            | Interpretação dos tratados da OHADA e leis uniformes                                                          | Abidjã, Costa do Marfim                                      | 1998–presente |
| Tribunal de Justiça da Comunidade Andina                   | Disputas comerciais na Comunidade Andina                                                                      | Quito, Equador                                               | 1983–presente |
| Tribunal da União Econômica Eurasiática                    | Disputas comerciais e interpretação de tratados na União Econômica Eurasiática                                | Minsk, Bielorrússia                                          | 2015–presente |
| Tribunal de Justiça da África Oriental                     | Interpretação dos tratados da Comunidade da África Oriental                                                   | Aruxa, Tanzânia                                              | 2001–presente |
| Suprema Corte do Caribe Oriental                           | Disputas gerais dentro da Organização dos Estados do Caribe Oriental                                          | Castries, Santa Lúcia                                        | 1967–presente |
| Tribunal da CEDEAO                                         | Interpretação dos tratados da Comunidade Econômica dos Estados da África Ocidental                            | Abuja, Nigéria                                               | 1996–presente |
| Tribunal Europeu dos Direitos Humanos                      | Direitos humanos no Conselho da Europa                                                                        | Estrasburgo, França                                          | 1959–presente |
| Tribunal Europeu de Justiça                                | Interpretação do direito da União Europeia                                                                    | Cidade de Luxemburgo, Luxemburgo                             | 1952–presente |
| Tribunal da EFTA                                           | Interpretação da lei da Associação Europeia de Comércio Livre                                                 | Cidade de Luxemburgo, Luxemburgo                             | 1994–presente |
| Tribunal Europeu de Energia Nuclear                        | Disputas sobre energia nuclear na OCDE                                                                        | Paris, França                                                | 1960–presente |
| Corte Interamericana de Direitos Humanos                   | Direitos humanos na Organização dos Estados Americanos                                                        | San José, Costa Rica                                         | 1979–presente |
| Tribunal Internacional de Justiça                          | Disputas gerais em todo o mundo (ONU)                                                                         | Haia, Países Baixos                                          | 1945–presente |
| Tribunal Penal Internacional                               | Processos criminais em todo o mundo (Estatuto de Roma)                                                        | Haia, Países Baixos                                          | 2002–presente |
| Tribunal Penal Internacional para Ruanda                   | Processos criminais pelo genocídio de Ruanda (ONU)                                                            | Aruxa, Tanzânia                                              | 1994−2015     |
| Tribunal Penal Internacional para a ex-Iugoslávia          | Processos criminais pelas Guerras Iugoslavas (ONU)                                                            | Haia, Países Baixos                                          | 1993−2017     |
| Tribunal Militar Internacional                             | Processos criminais de oficiais alemães nazistas pela Segunda Guerra Mundial/Holocausto (Carta de Nuremberga) | Nuremberga, Alemanha pós-guerra                              | 1945–1946     |
| Tribunal Militar Internacional para o Extremo Oriente      | Processos criminais de funcionários imperiais japoneses durante a Segunda Guerra Mundial (Carta de Tóquio)    | Tóquio, Japão                                                | 1946−1948     |
| Mecanismo Residual Internacional para Tribunais Criminais  | Concluir o trabalho dos tribunais de Ruanda e da ex-Iugoslávia (ONU)                                          | Haia, Países Baixos                                          | 2012−presente |
| Tribunal Internacional do Direito do Mar                   | Disputas marítimas em todo o mundo (UNCLOS)                                                                   | Hamburgo, Alemanha                                           | 1994–presente |
| Tribunal Permanente de Justiça Internacional               | Disputas gerais em todo o mundo (Liga das Nações)                                                             | Haia, Países Baixos                                          | 1922–1946     |
| Tribunal Especial Residual para Serra Leoa                 | Concluindo o trabalho do Tribunal Especial para Serra Leoa (ONU)                                              | Freetown, Serra Leoa                                         | 2013−presente |
| Tribunal da SADC                                           | Interpretação dos tratados da Comunidade de Desenvolvimento da África Austral                                 | Windhoek, Namíbia                                            | 2005–2012     |
| Tribunal Especial para Serra Leoa                          | Processos criminais durante a Guerra Civil em Serra Leoa (ONU)                                                | Freetown, Serra Leoa                                         | 2002−2013     |
| Tribunal Especial para o Líbano                            | Processos criminais pelo assassinato do primeiro-ministro libanês Rafic Hariri (ONU)                          | Leidschendam, Países Baixos                                  | 2009−presente |

## Lista de tribunais híbridos
| Nome                                             | Funcionamento | Assunto |
| ------------------------------------------------ | ------------- | --- |
| Câmaras Africanas Extraordinárias                | 2013–presente | Processos criminais por crimes contra a humanidade cometidos durante o mandato do Presidente Hissène Habré              |
| Câmaras Extraordinárias nos Tribunais do Camboja | 2006–presente | Processos criminais de funcionários do Khmer Vermelho pelo genocídio cambojano                                          |
| Câmaras Especializadas do Kosovo                 | 2017–presente | Processos criminais contra oficiais do Exército de Libertação do Kosovo por crimes de guerra durante a Guerra do Kosovo |
| Tribunal Especial Residual para Serra Leoa       | 2013-presente | Processos criminais por crimes de guerra durante a Guerra Civil em Serra Leoa                                           |
| Tribunal Especial para Serra Leoa                | 2002–2013     | Processos criminais por crimes de guerra durante a Guerra Civil em Serra Leoa                                           |
| Painéis Especiais do Tribunal Distrital de Díli  | 2000–2006     | Processos criminais por crimes de guerra durante a Crise de Timor-Leste de 1999                                         |
| Tribunal Especial para o Líbano                  | 2009–presente | Processos criminais pelo assassinato do primeiro-ministro libanês Rafic Hariri                                          |

### Palestras
- Lecture by Yuval Shany (Yuval Shany) entitled Assessing the Effectiveness of International Courts: A Goal-based Approach in the Lecture Series of the United Nations Audiovisual Library of International Law
- Lecture by Sir Elihu Lauterpacht entitled The Role of the International Judge in the Lecture Series of the United Nations Audiovisual Library of International Law
- Lecture by Kenneth Keith entitled Aspects of the Judicial Process in National and International Courts and Tribunals in the Lecture Series of the United Nations Audiovisual Library of International Law
- Lecture by Mark Weston Janis entitled Protestants, Progress and Peace: the 19th Century Movement for an International Court and Congress: Early Drafts of Today's International Court and the United Nations in the Lecture Series of the United Nations Audiovisual Library of International Law